# Śrem (stacja kolejowa)
Śrem – nieczynna stacja kolejowa w Śremie, która funkcjonowała w latach 1900–1991. Stacja znajduje się w województwie wielkopolskim, w Polsce. Znajdują się tam 2 perony. Obecnie dworzec służy jako budynek mieszkalny.